# Marc Boilard
Pour les articles homonymes, voir Boilard.
Vous pouvez aider à l'améliorer ou bien discuter des problèmes sur sa page de discussion.
- Il ne cite pas suffisamment ses sources. Vous pouvez indiquer les passages à sourcer avec {{référence nécessaire}} ou {{Référence souhaitée}}, et inclure les références utiles en les liant aux notes de bas de page. (Marqué depuis avril 2011)
- Il est à actualiser. Certains passages sont obsolètes ou annoncent des événements désormais passés. (Marqué depuis juin 2025)

- Archive Wikiwix
- Bing
- Cairn
- DuckDuckGo
- E. Universalis
- Gallica
- Google
- G. Books
- G. News
- G. Scholar
- Persée
- Qwant
- (zh) Baidu
- (ru) Yandex
- (wd) trouver des œuvres sur Wikidata

Marc Boilard, né le 10 mai 1966 à Charlesbourg, est un animateur et un communicateur québécois. Il a coanimé plusieurs émissions de télévision québécoises et s'est retrouvé à l'animation, ainsi que chroniqueur, de différentes émissions de radio.
Il travaille maintenant comme formateur, conférencier et co-anime l'émission Que Québec se lève au FM93 à Québec.

## Carrière

### Radio
- CKAC avec Varda, 2001
- La Clinique de Marc Boilard (Énergie 94,3), 2004-2006
- Chroniqueur matinal, Énergie 98,9 Québec, 2005-2007
- Animateur du matin, Énergie 94,3 Montréal, été 2007
- Animateur matinal, Énergie 98,9 Québec, été 2006 et 2008
- Coanimateur dans Lève-toi et marche, CKOI de Québec (2010-)[Jusqu'à quand ?]
- Animateur (QUB - radio / télé / balado / vidéo), 2025

### Télévision
- Je regarde moi non plus (TVA), 2001
- Testostérone (TQS), 2002-2004
- La Clinique de Marc Boilard (Musique Plus), 2006
- Chroniqueur Loft Story (TQS), 2006

### Blogue
- J't'obligé de te dire 2008-2009

### Spectacle
- Moi, si j'étais une fille, 2004
- La Clinique live, 2005-2006
- J'te jure j'ai changé, 2007
- Un Québécois qui vous veut du bien (Blancs Manteaux, Paris)

### Livre
- Moi, si j'étais une fille, Éditions Libre Expression, 2004
- L'important, c'est que les autres pensent, Éditions de l'HOMME, 2015
- Soyez compris, Éditions de l'HOMME, 2016